# Прантс, Янно
Янно Прантс (эст. Janno Prants; род. 19 декабря 1973, Выру) — эстонский биатлонист, участник зимних Олимпийских игр, чемпионата и Кубка мира по биатлону, призёр чемпионата мира по летнему биатлону. С июня 2014 года по апрель 2015 года — главный тренер сборной Эстонии по биатлону.

## Карьера
Биатлоном начал заниматься в 1986 году. Выступал за клуб «Похьякоткас». Участник Олимпийских игр в Нагано, Солт-Лейк-Сити и Турине. Долгое время был лидером своей сборной. За свою карьеру Прантс трижды попадал в «десятку» сильнейших на этапах Кубка мира по биатлону. Лучший результат — 8 место (два раза).
В 1999 году биатлонист вместе со своими партнерами стал серебряным призёром в эстафете на Чемпионате мира по летнему биатлону в Ханты-Мансийске.
После сезона 2005/06 и неудачного выступления в Турине, а также с учётом финансовых проблем в сборной, Янно Прантс вместе со своим партнером по сборной Дмитрием Боровиком объявил о паузе в карьере. Однако в большой спорт он больше не вернулся.
13 июня 2014 года эстонская биатлонистка Дарья Юрлова в своем блоге сообщила, что Янно Прантс возглавил сборную Эстонии по биатлону. В конце апреля 2015 года он объявил об уходе с поста наставника национальной команды из-за семейных проблем.

### Кубок мира
- 1997—1998 — 69-е место
- 2000—2001 — 75-е место
- 2001—2002 — 42-е место
- 2002—2003 — 69-е место
- 2003—2004 — 71-е место
- 2004—2005 — 53-е место